# Deportivo Niefang
El Deportivo de Niefang, también conocido como Niefang FC, fue un equipo de fútbol de Guinea Ecuatorial que jugó por última vez en la temporada 2021/22 de la Liga de Fútbol de Guinea Ecuatorial, la primera categoría de fútbol en el país.

## Historia
El Deportivo de Niefang se fundó en 2017 en la ciudad de mismo nombre, pero su origen posee cierta ambigüedad histórica. Entre 1951 y 1956, operó un club llamado Sevilla de Niefang, pero no está claro si el Deportivo Niefang es su sucesor directo o simplemente un homenaje espiritual a ese equipo anterior.
La primera mención del club en los registros oficiales de los campeonatos de Guinea Ecuatorial data de la temporada 2016/17. En aquella ocasión, el club disputó la Segunda División, representando a la Región Continental, aunque se desconoce la posición final del equipo en ese torneo. A pesar de que la temporada marcaría una campaña histórica, con el club conquistando la Copa de Su Excelentísimo Presidente de la República. Tras ganar al Racing de Micomeseng en la final de la Región Continental, el club triunfó en la final nacional al derrotar al Atlético Semu por 1 a 0. El éxito continuó en la Supercopa Nacional, en la que venció al Leones Vegetarianos por el mismo resultado.
En la temporada siguiente, 2017/18, el club ya figuraba en la Primera División, lo que implica que ascendió al final de la temporada 2016/17, aunque no está claro si fue como campeón o subcampeón de la Segunda División. El club destacó en la fase de la Región Continental de la Liga Nacional de Fútbol, al terminar en primer lugar con ocho puntos de ventaja sobre el segundo clasificado, el Futuro Kings, pero no conquistó el título nacional.
En la temporada 2018/19, el club continuó en la Primera División, y terminó la fase regional en tercer lugar. Esta clasificación le llevó a la Liguilla Nacional, un torneo que reúne a los tres mejores equipos de las fases continental e insular, donde el club volvió a alcanzar el tercer puesto. Ese mismo año, el club también destacó a nivel internacional al participar en la Copa Confederación de la CAF. En la fase preliminar, eliminó al New Star de Duala por goles fuera de casa, tras perder por 2 a 1 en Camerún y ganar por 1 a 0 en Guinea Ecuatorial. En la primera ronda, se enfrentó al DC Motema Pembe, empatando a uno en el Congo Democrático y ganando por uno a cero en casa. En la segunda ronda, el club se enfrentó al Williamsville AC de Costa de Marfil. Tras perder por 2 a 0 fuera de casa, consiguió empatar el enfrentamiento global en 2 a 2 en el partido de vuelta, pero fue eliminado por el saldo de goles, tras el club marfileño encajar un gol en los minutos finales.
En la temporada 2019/20, el equipo tuvo un rendimiento inferior y ocupó la novena posición en la liga hasta que el campeonato se interrumpió el 16 de marzo de 2020 debido a la pandemia de Covid-19. Al año siguiente, 2020/21, la Federación Ecuatoguineana de Fútbol decidió no organizar la liga nacional, aunque sí se celebró la Copa Nacional, en la que no participó el Deportivo.
La temporada 2021/22 marcó el declive del club. Tras quedar noveno en la fase continental, el club fue descendido a Segunda División. No que respecta a sua participación en las competiciones de copa de esa temporada, no hay información concreta. Esta es la última referencia de actividades competitivas del club.

## Palmarés
- Copa Ecuatoguineana: 1

2016-2017
- Supercopa de Guinea Ecuatorial: 1

2016-2017

## Participación en competiciones de la CAF
| Temporada | Torneo                       | Ronda      | Club             | Casa | Visita | Global  |
| --------- | ---------------------------- | ---------- | ---------------- | ---- | ------ | ------- |
| 2018      | Copa Confederación de la CAF | Preliminar | New Star FC      | 1-0  | 1-2    | 2-2 (a) |
| 2018      | Copa Confederación de la CAF | 1          | DC Motema Pembe  | 1-0  | 1-1    | 2-1     |
| 2018      | Copa Confederación de la CAF | 2          | Williamsville AC | 2-1  | 0-2    | 2-3     |